# Conrad Ahlers
Conrad Ahlers (ur. 8 listopada 1922 w Hamburgu, zm. 19 grudnia 1980 w Bonn) – niemiecki dziennikarz i polityk, działacz SPD, rzecznik rządu Willy’ego Brandta.
Artykuł jego autorstwa był w 1962 roku zalążkiem tzw. afery Der Spiegel.

## Życiorys
Conrad Ahlers był synem kupca Adolfa Ahlersa i jego żony Gertrud Krancke. Po ukończeniu w 1941 roku Heinrich-Hertz-Gymnasium w Hamburgu, został powołany do Wehrmachtu. Służył w 1. dywizji strzelców spadochronowych na froncie wschodnim, a w latach 1943–1945 we Włoszech.
Po zakończeniu wojny studiował ekonomię na Uniwersytecie w Hamburgu. Od 1947 r. pracował jako dziennikarz, od 1948 do 1949 r. w Londynie w niemieckiej redakcji BBC, następnie do 1951 roku w hamburskim tygodniku Sonntagsblatt. W 1951 roku rozpoczął pracę w biurze prasowym rządu federalnego, a następnie do 1954 roku w służbach prasowych urzędu Blanka (niem. Amt Blank), będącego zalążkiem przyszłego federalnego ministerstwa obrony.
W latach 1954–1957 szef działu zagranicznego dziennika Die Welt, od 1957 roku korespondent parlamentarny tygodnika Der Spiegel, a od 1962 roku zastępca redaktora naczelnego.
W 1962 roku został zatrzymany w związku z „aferą Der Spiegel” jako autor artykułu Bedingt abwehrbereit, ujawniającego szczegóły dotyczące zdolności obronnych Bundeswehry i planów obronnych NATO w razie ataku ZSRR. Trafił do aresztu pod zarzutem złamania tajemnicy państwowej, został zwolniony po 55 dniach. W 1965 Federalny Trybunał Sprawiedliwości umorzył postępowanie przeciwko Ahlersowi o rzekomą zdradę tajemnicy państwowej jako bezpodstawne.

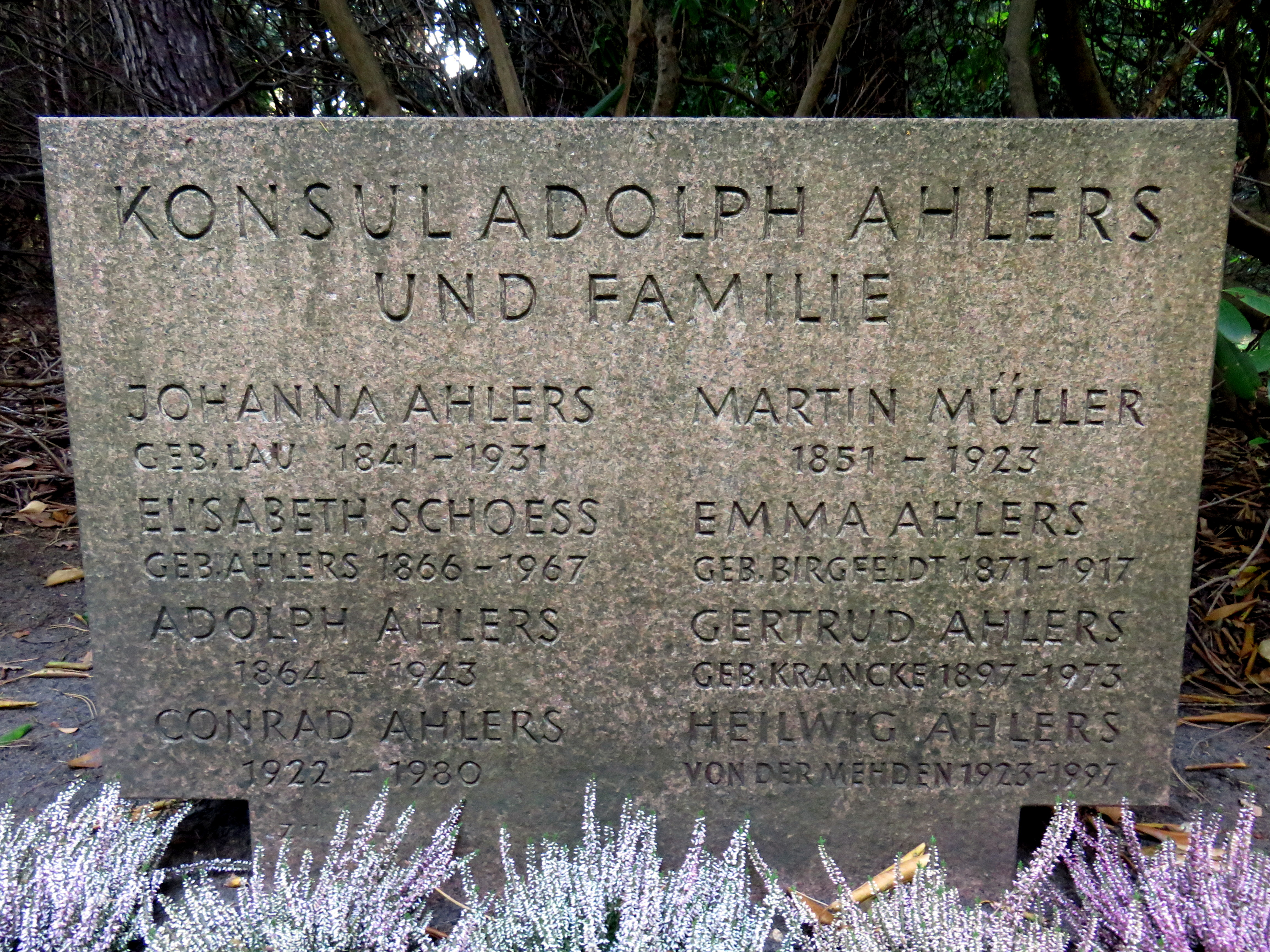
Grób Conrada Ahlersa

W czasie rządów kanclerza Willy’ego Brandta, pełnił w latach 1969–1972 funkcję jego rzecznika prasowego. Od 1972 r. do śmierci był deputowanym do Bundestagu z ramienia SPD. W 1979 został powołany na szefa Deutsche Welle.
Conrad Ahlers zmarł niespodziewanie 18 grudnia 1980 roku z powodu niewydolności krążenia. Został pochowany na cmentarzu Ohlsdorf w Hamburgu.

### Życie prywatne
Żonaty z pisarką Heilwig von der Mehden (1923-1997). Miał dwójkę dzieci Detleva (1953-2022) i Sibylle (ur. 1961).